# مارلیلین استار
مارلیلین استار (انگلیسی: Marylin Star؛ زاده ۱۲ آوریل ۱۹۶۹) یک بازیگر پورنوگرافی است.

## زندگی‌نامه
اولین فیلم او "بیشترهای کثیف تر ۳۰" بود که توسط اد پاورز تهیه شد (اکران شده در سال ۱۹۹۴). او در آوریل ۱۹۹۴ با تاجر ژاپنی بروس آکاهوشی ازدواج کرد و سپس در سال ۱۹۹۷ طلاق گرفت.
که دردسامبر ۱۹۹۹، او به تجارت داخلی متهم شد. ستاره با فرار به ونکوور، بریتیش کلمبیا، کانادا، دستگیر شد، جایی که در سال ۲۰۰۰ با یک دلال به نام مایکل گیلی ازدواج کرد. او در تاریخ دستگیر شد. ۲۴ مه ۲۰۰۰و در نهایت به ایالات متحده مسترد شد. گیلی درخواست طلاق داد۱۳ اکتبر ۲۰۰۰. او به سه ماه در یک مرکز اصلاحی زنان در دانبری، کانکتیکات محکوم شد.